# Шарплз, Джеймс
Джеймс Шарплз (англ. James Sharples; 1751/1752—1811) — американский художник-портретист британского происхождения.

## Биография
Родился в 1751 (или 1752 году) в Ланкашире, Англия.
Готовился стать священником, но вместо этого стал художником. Шарплз возглавлял семью успешных художников-портретистов, включая его третью жену — Эллен Шарплз. У него было четверо детей: Джордж от первой жены; Феликс Томас Шарплз от второго брака; Джеймс Шарплз-младший и дочь Ролинда Шарплз от третьей жены. Все дети тоже стали художниками, и семья Шарплз заработала репутацию благодаря точным портретам и скромному состоянию.
Джеймс Шарплз активно работал в Бристоле, Ливерпуле и Бате, где преподавал рисование. Семья уехала в США в 1796 году, но, согласно дневникам Эллен, их корабль попал в руки французов, и в течение семи месяцев семья провела время в Бресте, недалеко от Шербура. Прибыв в Нью-Йорк, Джеймс быстро стал популярным благодаря своим небольшим портретам пастелью. С 1796 по 1801 год он работал в основном в Филадельфии и Нью-Йорке, выполняя заказы на портреты. Семья путешествовала по региону Новой Англии в качестве странствующих художников-портретистов, ища работу и делая недорогие копии с оригиналов портретов популярных и известных личностей, таких как Джордж Вашингтон и Джеймс Мэдисон.
В 1801 году семья поехала в Англию. Наполеоновские войны задержали их возвращение в Соединенные Штаты. Феликс и Джеймс вернулись в США 1806 году, а их родители и сестра Ролинда — в 1809 году. После смерти Джеймса Шарплза от болезни сердца во время чрезвычайно холодной зимы 1811 года вся семья вновь вернулась в Англию. В Америке решил остаться Феликс. Многие документы, касающиеся семьи Шарплз в настоящее время хранятся в Бристольском архиве.
Умер Джеймс Шарплз 26 февраля 1811 года в Нью-Йорке.

## Творчество
Свою художественную карьеру в Америке Джеймс Шарплз начал с создания профилей местных и национальных политиков. Затем он использовал оригинальные портреты, чтобы показать их новым клиентам в качестве образцов или сделать копии с этих оригиналов. В то время были популярны копии портретов известных людей, конкуренция среди художников была высокой и многим приходилось путешествовать, чтобы найти клиентов. Шарплз часто использовал метод физиогнотрейса, чтобы записать точный профиль клиента, который он хранил для своей личной коллекции. Затем он копировал эти оригиналы для перепродажи. Преимущественно работал пастелью: его цветовая палитра была преимущественно чёрной, белой и серой; фон, как правило, был синим.
В копировании оригинальных портретов принимали участие все члены семьи Шарплз. Некоторые свои работы они представляли на выставках.

Некоторые работы
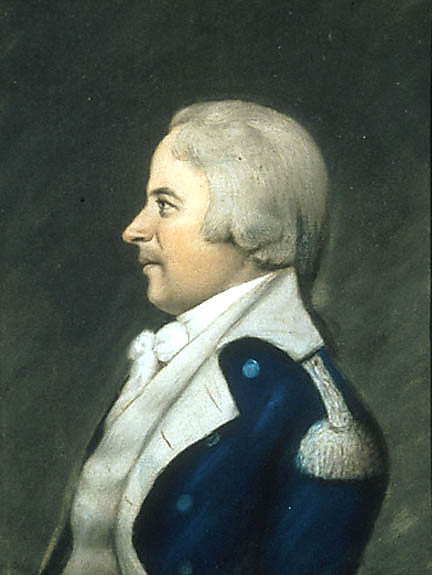
Уильям Халл[англ.]
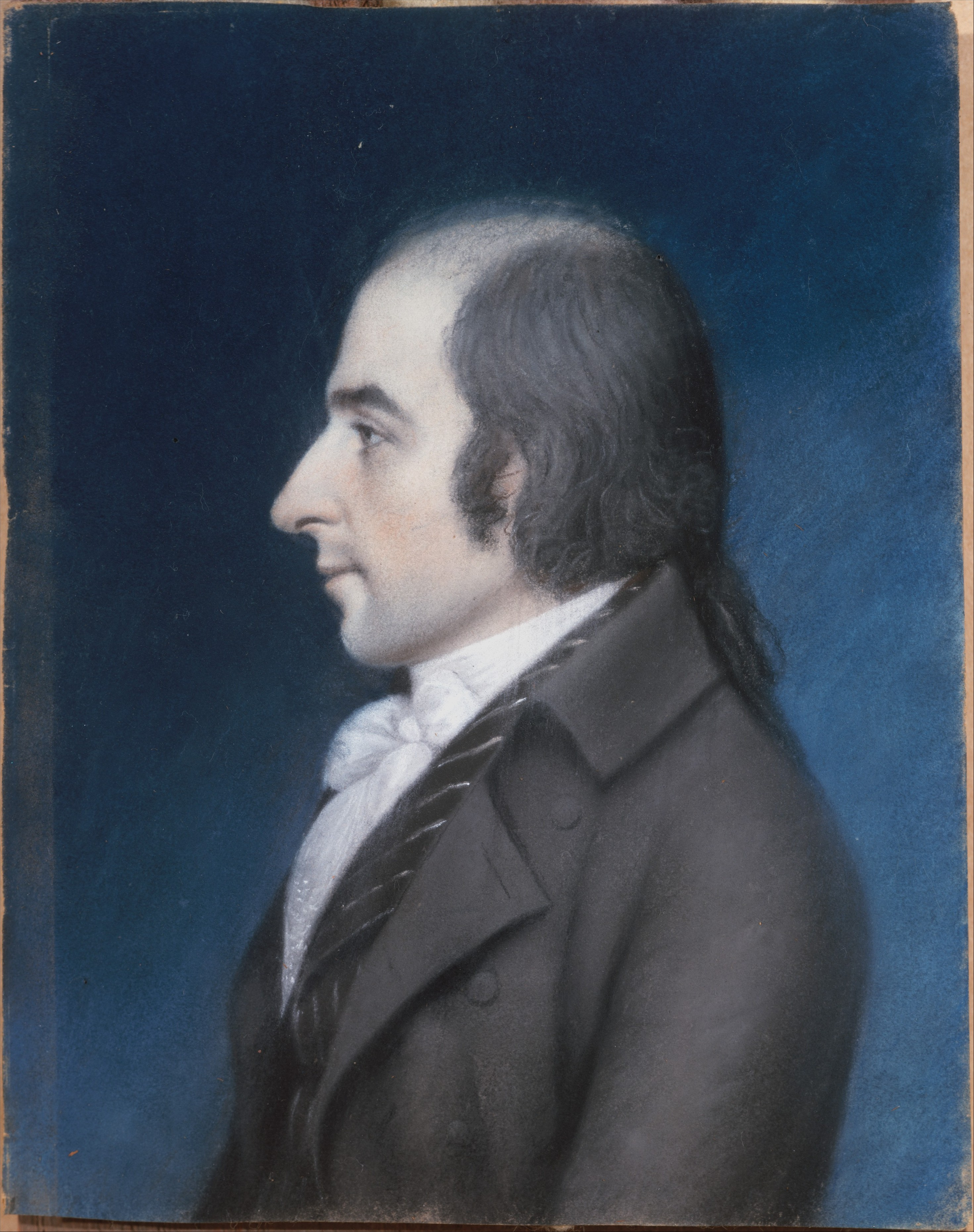
Альберт Галлатин
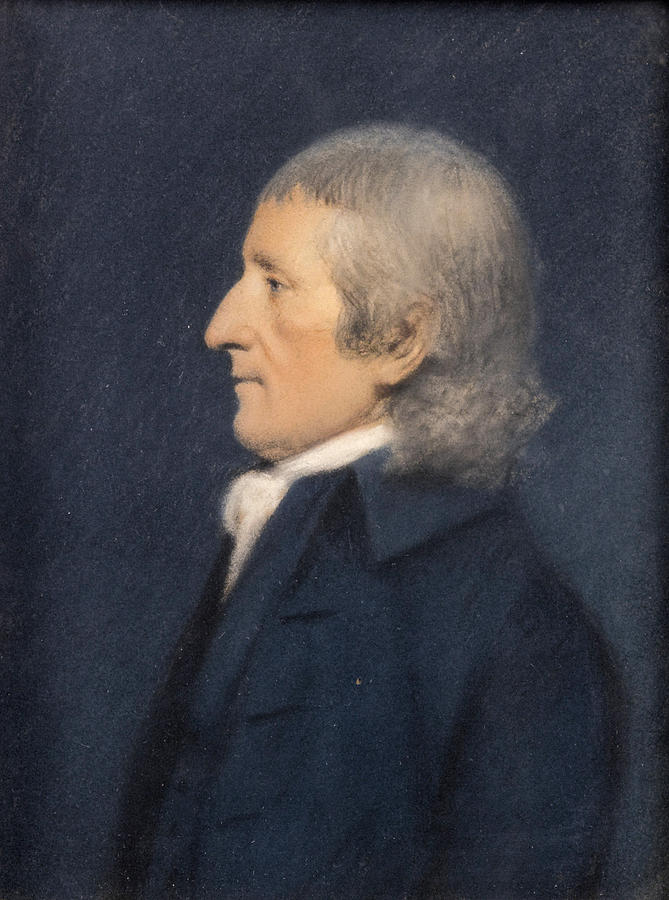
Исраэль Уэлен[англ.]